# Tab-szar-Aszur
Tab-szar-Aszur (akad. Ṭāb-šār-Aššur, tłum. „Oddech boga Aszura jest dobry”) – wysoki dostojnik pełniący urząd intendenta pałacu (abarakku) za rządów asyryjskiego króla Sargona II (722-705 p.n.e.); z asyryjskich list i kronik eponimów wiadomo, iż w 717 r. p.n.e. sprawował on również urząd eponima (limmu).